# Droß
Droß là một thị xã thuộc huyện Krems-Land trong bang Niederösterreich.